# Крістіан Луїндама
Крістіан Луїндама (фр. Christian Luyindama, нар. 8 січня 1994, Кіншаса) — конголезький футболіст, центральний захисник турецького «Галатасарая» і національної збірної ДР Конго. На умовах оренди грає за «Антальяспор».

## Клубна кар'єра
Народився 8 січня 1994 року в місті Кіншаса. Вихованець юнацьких команд футбольних клубів «Мотема Пембе» та «Санга Баленде».
У дорослому футболі дебютував 2015 року виступами за команду «ТП Мазембе», в якій провів два сезони, взявши участь у 63 матчах чемпіонату. Більшість часу, проведеного у складі «ТП Мазембе», був основним гравцем захисту команди.
Своєю грою за цю команду привернув увагу представників тренерського штабу бельгійського «Стандарда» (Льєж), до складу якого приєднався 2017 року. Відіграв за команду з Льєжа наступні два сезони своєї ігрової кар'єри. Граючи у складі «Стандарда» також здебільшого виходив на поле в основному складі команди.
31 січня 2019 року на правах оренди перейшов до «Галатасарая». За півроку турецький клуб скористався опцією викупу контракту африканця.

## Виступи за збірну
2016 року дебютував в офіційних матчах у складі національної збірної Демократичної Республіки Конго.
У складі збірної був учасником Кубка африканських націй 2019 року в Єгипті, де взяв участь у всіх трьох іграх групового етапу.
| Дата       | Місто        | Господарі        | Результат | Гості            | Турнір                                   | Голи | Примітки |
| ---------- | ------------ | ---------------- | --------- | ---------------- | ---------------------------------------- | ---- | -------- |
| 5-6-2017   | Рабат        | ДР Конго         | 2 – 0     | Ботсвана         | товариський матч                         | -    |          |
| 10-6-2017  | Кіншаса      | ДР Конго         | 3 – 1     | Республіка Конго | Відбір до Кубка африканських націй 2019  | -    | 79'      |
| 28-5-2018  | Порт-Гаркорт | Нігерія          | 1 – 1     | ДР Конго         | товариський матч                         | -    | 13'      |
| 9-9-2018   | Монровія     | Ліберія          | 1 – 1     | ДР Конго         | Відбір до Кубка африканських націй 2019  | -    |          |
| 13-10-2018 | Кіншаса      | ДР Конго         | 1 – 2     | Зімбабве         | Відбір до Кубка африканських націй 2019  | -    |          |
| 16-10-2018 | Хараре       | Зімбабве         | 1 – 1     | ДР Конго         | Відбір до Кубка африканських націй 2019  | -    |          |
| 18-11-2018 | Браззавіль   | Республіка Конго | 1 – 1     | ДР Конго         | Відбір до Кубка африканських націй 2019  | -    |          |
| 24-3-2019  | Кіншаса      | ДР Конго         | 1 – 0     | Ліберія          | Відбір до Кубка африканських націй 2019  | -    |          |
| 15-6-2019  | Мадрид       | ДР Конго         | 1 – 1     | Кенія            | товариський матч                         | -    |          |
| 22-6-2019  | Каїр         | ДР Конго         | 0 – 2     | Уганда           | Кубок африканських націй 2019 - 1-й етап | -    |          |
| 26-6-2019  | Каїр         | Єгипет           | 2 – 0     | ДР Конго         | Кубок африканських націй 2019 - 1-й етап | -    |          |
| 30-6-2019  | Каїр         | Зімбабве         | 0 – 4     | ДР Конго         | Кубок африканських націй 2019 - 1-й етап | -    | 83'      |
| 18-11-2019 | Бакау        | Гамбія           | 2 – 2     | ДР Конго         | Відбір до Кубка африканських націй 2021  | -    | 64'      |
| 9-10-2020  | Мазарґан     | Буркіна-Фасо     | 3 – 0     | ДР Конго         | товариський матч                         | -    |          |
| 13-10-2020 | Рабат        | Марокко          | 1 – 1     | ДР Конго         | товариський матч                         | -    | 89'      |
| Усього     |              | Матчів           | 15        |                  | Голів                                    | 0    |          |

## Титули і досягнення
- Володар Кубка Бельгії (1):

«Стандард» (Льєж): 2017-2018
- Володар Суперкубка Туреччини (1):

«Галатасарай»: 2019
- Володар Суперкубка КАФ (1):

«ТП Мазембе»: 2016